# Робер I
Робер I (на френски: Robert Ier; * 15 август 866; † 15 юни 923) e крал на Западна Франция (922 – 923).

## Произход
Той е най-младият син на Робер Силни, граф Анжуйски, и Аделхайд фон Тур. Брат е на Одо, граф на Париж. Династичната линия е известна като Робертини, а Париж е техният главен град.

## Титли и управление
След участие заедно с брат си в серия военни начинания, включително и в отбраната на обсадения Париж, младият принц Робер получава титлата Dux Francorum, военна почест с голямо значение. След смъртта на брат му Одо през 898 г. Робер не изисква короната за себе си, а признава върховенството на каролингския претендент, Шарл. Това му спечелва уважението на новия крал, който запазва всички привилегии на Робер, а той продължава да защитава границите на Норманската марка.
Хармонията между крал Шарл III Простодушни и неговия могъщ васал Робер се запазва до 921 г. Подкрепен от много благороднически родове Робер повежда бунт, изтласква краля далеч в Лотарингия и е коронясан за крал на франките (rex Francorum) в Реймс на 29 юни 922 г. Шарл III събира армия, с която поема на поход срещу узурпатора. На 15 юни 923 г. двете войски се сблъскват при Соасон. В кървавата битка губи Робер и сам той загива от ръката на Шарл, като е спазена старата традиция за двубой между двамата.

## Фамилия
Робер се жени два пъти. Първата му съпруга, Елис, потомка на Карл Велики, му ражда две дъщери. Той омъжва всяка от тях за свои могъщи феодални васали: Емма Френска (894 – 935) за Рудолф, херцог на Бургундия, а Хилдебранда (895 – 931) за Херберт II (Ерве) Вермандоа.
Втората съпруга на Робер Беатрис Вермандоа, дъщеря на Херберт I, ражда единствения му син Хуго Велики. Последният става dux Francorum и баща на бъдещия крал Хуго Капет.